# J. Proctor Knott
James Proctor Knott, né le 29 août 1830 et mort le 18 juin 1911, est un homme politique américain. Originaire du Kentucky, il commence sa carrière politique dans le Missouri, dont il est procureur général de 1858 à 1861. Il refuse de prêter allégeance à l'Union durant la guerre de Sécession. Après la guerre, il retourne dans le Kentucky, il y est successivement élu à la Chambre des représentants des États-Unis (1867-71 puis 1875-83) et au poste de gouverneur du Kentucky (1883-87).

## Biographie

### Jeunesse
J. Proctor Knott est né le 29 août 1830 à Raywick, dans le comté de Marion au Kentucky. Il est fils de Joseph Percy Knott et Maria Irvine née McElroy. Son père s'occupe d'abord son éducation avant qu'il n'intègre les écoles publiques des comtés de Marion et de Shelby,. En 1846, il commence des études de droit. En mai 1850, il s'installe à Memphis dans le Missouri, où il est admis au barreau et commence à exercer la profession d'avocat l'année suivante. Il travaille également pour une cour de circuit et pour des greffiers de comté.
Knott épouse Mary E. Forman le 17 novembre 1852. Elle meurt décède lors de la naissance de leur unique enfant en août 1853,. Le 14 janvier 1858, Knott épouse sa cousine en secondes noces, Sarah R. McElroy.

### Carrière politique

#### Débuts dans le Missouri
La carrière politique de Knott commence en 1857 lorsqu'il est élu représentant du comté de Scotland à la Chambre des représentants du Missouri (en). Il préside la commission des lois de l'assemblée et dirige les audiences de destitution contre le juge Albert Jackson. Knott démissionne de son siège à la législature en août 1858 pour accepter la nomination du gouverneur Robert M. Stewart (en) à la fonction de procureur général du Missouri, pour terminer le mandat d'Ephraim B. Ewing. En 1860, il est élu pour un mandat complet.
En janvier 1861, le Missouri convoque une convention pour déterminer s’il suit les autres États pro-esclavagistes et fait sécession des États-Unis. Knott est favorable à la cause des sécessionnistes mais s'oppose à leurs méthodes. La position unioniste remporte la convention par 80 000 voix. Knott choisit de démissionner de son poste de procureur général plutôt que de prêter le serment d'allégeance requis par le gouvernement fédéral. À la suite de son refus, il est radié du barreau dans l'État du Missouri et est emprisonné peu de temps.

#### À la Chambre des représentants
En 1863, Knott retourne dans son Kentucky natal et rouvre son cabinet d'avocats, dans la ville de Lebanon. Sous les couleurs du Parti démocrate, il est élu à la Chambre des représentants des États-Unis en 1867. En tant que législateur, il s'oppose au programme de Reconstruction des républicains radicaux ainsi qu'à la ratification des quatorzième et quinzième amendements,. Il est réélu pour un second mandat.
Son action la plus remarquée au Congrès se produit vers la fin de son mandat. Le 27 janvier 1871, il prononce un discours satirique ridiculisant un projet de loi prévoyant l'octroi de 57 concessions foncières et financières aux sociétés de chemins de fer afin de favoriser leur expansion vers l'ouest. Dans son discours, Knott prend en exemple la ligne proposée par le Bayfield and St. Croix Railroad entre la rivière Sainte-Croix et Duluth, dans le Minnesota. Il se moque de l'éloignement de la ville et de la nécessité d'un chemin de fer pour s'y rendre, en se référant à plusieurs reprises à une carte et en demandant où se trouvait Duluth. Après ce discours, le projet de loi sur les chemins de fer est rejeté et le Congrès est ajourné.
Le discours de Knott, connu sous le nom de Duluth! ou The Untold Delights of Duluth, lui vaut de nombreuses éloges dans le pays. Des copies du discours sont imprimées et vendues. Les habitants de Duluth invitent Knott à visiter la ville, ce qu'il accepte en 1891. En 1894, une ville proche de Duluth devient une municipalité sous le nom de Proctorknott ; elle adopte son nom actuel de Proctor en 1904.
En 1870, Knott n'est pas candidat à sa réélection. L'année suivante, il tente sans succès de devenir gouverneur du Kentucky, perdant la nomination démocrate face à Preston Leslie (en). Il fait son retour à la Chambre des représentants en 1875, où il exerce quatre mandats consécutifs. Il préside la commission des lois de la Chambre durant trois mandats. En 1876, il est l'un des responsables de la procédure de destitution menée contre l'ancien secrétaire à la guerre William W. Belknap.

#### Gouverneur du Kentucky

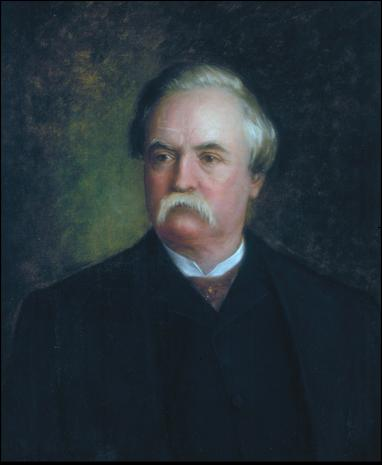
Portrait du gouverneur Knott, vers 1886.

En 1883, Knott est à nouveau candidat à l'investiture démocrate pour le poste de gouverneur. Parmi les autres candidats importants figurent l'ancien général confédéré Simon Bolivar Buckner, le maire de Louisville Charles Donald Jacob, son collègue à la Chambre Thomas Laurens Jones et le juge John S. Owsley. Le 16 mai 1883, à l'issue du premier tour de scrutin, Jones est en tête mais n'arrive pas à obtenir la majorité absolue. Après quatre tours de scrutin, Jacob se retire de la course et Knott prend la tête du scrutin. Le lendemain, Owsley se retire à son tour, confortant l'avance de Knott. Bien que Buckner soit toujours candidat, l'élection devient un duel entre Jones et Knott. Les délégués du comté d'Owen passent à Knott, suivis par ceux d'autres comtés. Jones se retire et Knott est finalement nommé à l'unanimité.
Lors de l'élection générale, Knott est élu gouverneur en battant le républicain Thomas Z. Morrow avec une avance de près de 45 000 voix. Au cours de son mandat, il a demande à la législature de réformer en profondeur le système fiscal de l'État, mais seul un conseil de péréquation est créé, chargé de rendre les impôts plus équitables. La législature refuse également d'accorder à la commission du chemin de fer tous les pouvoirs demandés par Knott.
Les principaux succès de Knott ont lieu dans le domaine de l'éducation. Sous sa direction, l'État créé une école normale pour les Noirs à Francfort ainsi qu'une association des enseignants à l'échelle de l'Etat. Une nouvelle législation énonce les devoirs et les responsabilités des éducateurs, des administrateurs et des conseils scolaires, une première dans l'État.
La criminalité fait partie dans principaux échecs de Knott. Malgré des violences qui continuent dans certaines parties de l'État, comme celles durant plusieurs années dans le comté de Rowan, Knott refuse de reconnaître tout problème de respect de la loi. Le surpeuplement des prisons amène Knott à généreusement utiliser son droit de grâce. Si la législature approuve la construction d'un pénitencier d'État à Eddyville sous son mandat, il s'agit principalement de l’œuvre de son prédécesseur, Luke P. Blackburn.
Le comté de Knott, créé en 1884, est nommé en son honneur.

### Fin de vie

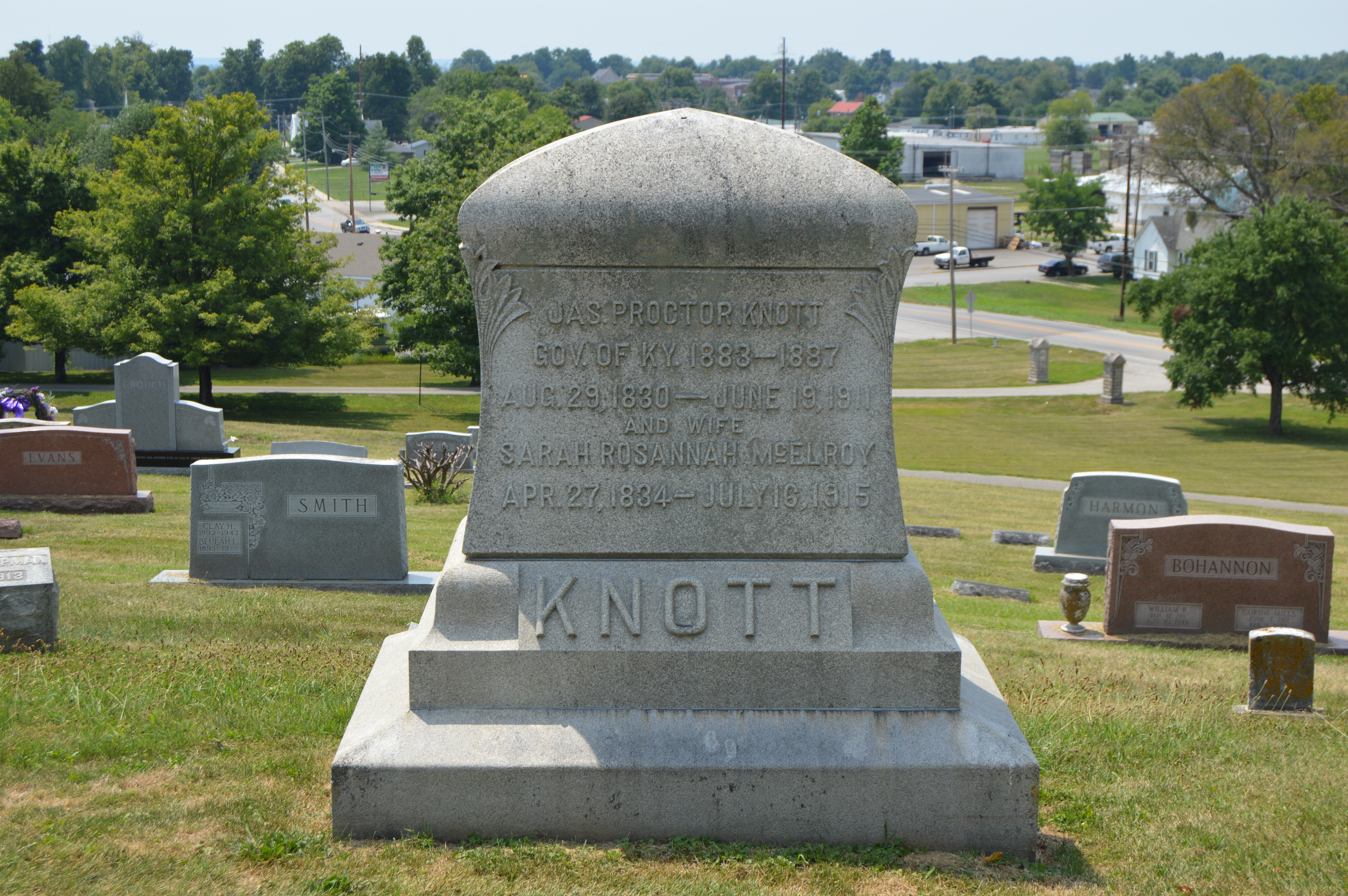
La tombe de Knott à Lebanon.

Après son mandat de gouverneur, Knott continue sa carrière d'avocat juridique à Francfort. Il décline deux nominations proposées par le président Grover Cleveland, d'abord pour devenir gouverneur territorial d'Hawaï puis pour siéger à l'Interstate Commerce Commission. Knott est l'assistant spécial du procureur général du Kentucky entre 1887 et 1888. En 1891, il est désigné délégué à la convention constitutionnelle de l'État.
En 1892, Knott devient professeur d'éducation civique et d'économie au Center College de Danville. En 1894, il participe à la création de la faculté de droit de l'université, avec son président William C. Young. Knott devient le premier doyen de la faculté. Malade, il prend sa retraite en 1902. Il meurt à Lebanon le 18 juin 1911. Il est enterré au cimetière Ryder dans cette même ville.